# ما قهرمانیم
«ما قهرمانیم» (به انگلیسی: We Are the Champions) نام ترانه‌ای راک از گروه کوئین از آلبوم اخبار جهان (سال ۱۹۷۷) به آهنگسازی و ترانه‌سرایی فردی مرکوری است. این ترانه از مشهورترین ترانه‌های تاریخ موسیقی راک است و در مسابقات ورزشی پخش می‌شود، به‌طور مثال، فیفا این ترانه را به عنوان ترانهٔ رسمی جام جهانی فوتبال ۱۹۹۴ برگزید.